# World Series of Poker 1970
World Series of Poker 1970 var första gången som World Series of Poker pokerturnering anordnades. Till skillnad från de kommande tävlingarna, då vinnaren bestämdes genom en turnering, bjöd Jack Binion in de sju bästa pokerspelarna i USA till sitt kasino. Där röstades Johnny Moss fram som den bästa spelaren av "Amarillo Slim" Preston, Brian "Sailor" Roberts, Doyle "Texas Dolly" Brunson, Walter "Puggy" Pearson, Crandell Addington och Carl Cannon. Moss belönades med en silverpokal.